# Alaproclate
Alaproclate o  alaproclato  es un inhibidor selectivo de la recaptación de serotonina, un inhibidor específico de la captación de 5-HT. Fue desarrollado como uno de los primeros antidepresivos inhibidores selectivos de la recaptación de serotonina (ISRS) por AstraZeneca en la década de 1970.
| Fórmula molecular | C13H19Cl2NO2 |

Su desarrollo se interrumpió debido a preocupaciones sobre la hepatotoxicidad observada en estudios con animales. El alaproclato actúa como un antagonista potente, reversible y no competitivo del flujo iónico acoplado al receptor NMDA, aunque sin propiedades de estimulación discriminatorias similares a las de la fenciclidina.